# تاکاکو کاتو (بازیکن بسکتبال)
تاکاکو کاتو (انگلیسی: Takako Katō؛ زادهٔ ۱۲ آوریل ۱۹۷۱) بازیکن بسکتبال اهل ژاپن بود.
وی در مسابقات کشوری و بین‌المللی در مجموع برندهٔ ۱ مدال نقره شده‌است.